# Тамір Коен
Тамір Коен (івр. תמיר כהן; 4 березня 1984) — колишній ізраїльський професійний футболіст, який грав на позиції півзахисника. Він є сином покійного гравця Маккабі Тель-Авів і Ліверпуля Аві Коена.

## Клубна кар'єра

### Рання кар'єра
Коен народився в Тель-Авіві, Ізраїль, є євреєм. Свою кар'єру він розпочав у молодіжній команді «Маккабі» з Тель-Авіва, де в сезоні 2001–2002 років виграв дубль. Його перша гра в ізраїльській прем'єр-лізі відбулася в листопаді 2002 року у переможному для «Маккабі» матчі над «Бней-Єгуда Тель-Авів» (1:0), коли він вийшов на заміну. Забив свій перший гол у матчі проти «Маккабі Петах-Тіква» в матчі 2–1 у кубку Тото, де він забив переможний гол.
11 січня 2007 року Коен перейшов до «Маккабі» з Нетанії.

### Болтон Вондерерз
1 січня 2008 року Коен перейшов до англійського клубу «Болтон Вондерерз» за £39 000. Він дебютував у «Болтоні» у програшному матчі проти «Шеффілд Юнайтед» у Кубку Англії з рахунком 1:0 під номером 25, який раніше займав Абдулай Фай. Його перший гол у Прем'єр-лізі був забитий 2 березня 2008 року в матчі проти колишнього клубу його батька «Ліверпуль» на стадіоні «Рібок», який закінчився перемогою «Ліверпуля» з рахунком 3:1. 25-річний футболіст провів 11 матчів у своєму першому сезоні в англійському футболі.
У кампанії 2008–2009 років Коен відігравав другорядну роль у «Болтон Вондерерс» через тривалу травму стегна, через яку він вибув з гри понад п’ять місяців. Ізраїльтянин врешті-решт повернувся в першу команду в останні кілька місяців сезону, отримавши свій перший старт проти Астон Вілли на Reebok Stadium 25 квітня. Коен заполонив усі заголовки яскравою грою в півзахисті та завершив вечір акуратним зрівняльним голом, щоб принести Болтону важливе очко. Він відсвяткував свій гол, привітавши своїх друзів і родину, які сиділи на Західній трибуні. Коен висловив надію, що його проблеми з травмами будуть позаду, і що вболівальники «Вондерерз» побачать більше його футбольних талантів у сезоні 2009–2010, сказавши: «Це було дуже сумно, тому що футболісту нелегко отримати травму. Але це футбол. і тобі потрібно з цим жити. Тепер, сподіваюся, я більше не буду гуляти, поки я з Болтоном» (англ. "It's been very frustrating because it's not easy for a football player to be injured. But that is football and you need to live with that. Now hopefully I won't be out anymore while I'm with Bolton".).
Коен був звільнений клубом Болтон Вондерерз в кінці сезону 2010-11, після трьох з половиною років в клубі.

### Маккабі Хайфа
8 серпня 2011 року Коен підписав чотирирічний контракт з ізраїльським «Маккабі» з Хайфи. Він відхилив пропозицію грецького "Панатінаїкоса", щоб грати в Ізраїлі, де він може бути ближче до своєї родини. Тамір заробляв 300 000 євро, це найвища зарплата в «Маккабі».

## Міжнародна кар'єра
Коен провів сім матчів за молодіжну збірну Ізраїлю. Його перша поява в команді U-21 була у матчі, у якому його команда програла Кіпру.
Він грав за збірну Ізраїлю проти Хорватії 13 жовтня 2007 року.

## Особисте життя
Коен має італійський паспорт на додаток до ізраїльського через його італійське походження. Його громадянство країни Європейського Союзу дає йому можливість грати за футбольний клуб ЄС без необхідності бути класифікованим як іноземець.
Він є сином гравця Маккабі Тель-Авів і Рейнджерс Аві Коена. Після смертельної аварії свого батька на мотоциклі в грудні 2010 року він вилетів до Ізраїлю, щоб бути біля ліжка батька. 24 квітня 2011 року Коен емоційно святкував, знявши футболку, щоб показати фотографію свого батька після того, як забив переможний гол у матчі «Болтона» над «Арсеналом» (2:1).
Коен також є племінником колишнього футболіста Вікі Переца і двоюрідним братом синів Перец – Аді та Омера Перец.

## Досягнення
Маккабі Тель-Авів
- Прем'єр-ліга Ізраїлю: 2002-2003
- Кубок Ізраїлю: 2004-2005